# Partit Comunista del Nepal (Unitat Marxista)
El Partit Comunista del Nepal (Unitat Marxista) o Communist Party of Nepal (United Marxist) és un partit comunista del Nepal que es va formar el 15 de setembre de 2005 per la unió del Partit Comunista del Nepal (Unitat) i Partit Comunista del Nepal (Marxista). És membre del Front Unit de l'Esquerra. El secretari general és Bishnu Bahadur Manandhar i Prabhu Narayan Chaudhari és el president.
L'ala sindical és el Nepal Progressive Trade Union Federation (NPTUF) i la d'estudinats la Nepal Progressive Student Federation (NPSF).